# Johnnie To
Johnnie To (杜琪峰 en chinois, Dù Qífēng en hànyǔ pīnyīn, To Kei-fung en cantonais) est un réalisateur et producteur hongkongais, né le 22 avril 1955 à Hong Kong. Populaire dans sa ville d'origine, il est également reconnu à l'étranger. Très prolifique, il est l'auteur de films d'une grande variété de genre, bien qu'il soit surtout connu en Occident pour ses films d'action et ses polars, souvent acclamés par la critique,. Il est même considéré par certains comme un réalisateur au statut culte,.
Ses plus grands succès à l'international sont Breaking News, Election, Election 2, Exilé, Mad Detective et Drug War qui sont présentés dans de nombreux festivals internationaux, et largement vendus à l'étranger.
Ses films, souvent réalisés en collaboration avec le même groupe d'acteurs, de scénaristes et de techniciens, explorent particulièrement les thèmes de l'amitié, du destin  et les évolutions de la société hongkongaise,. Parfois décrit comme « à multi-facette et caméléon » en raison de sa capacité à changer de ton et de genre entre les films, To est néanmoins considéré comme ayant un style cohérent, qui consiste à mélanger un réalisme retenu et une observation de la société avec des éléments visuels et d'action très stylisés.
To dirige la société de production hongkongaise Milkyway Image avec son collaborateur de longue date Wai Ka-fai.

## Biographie

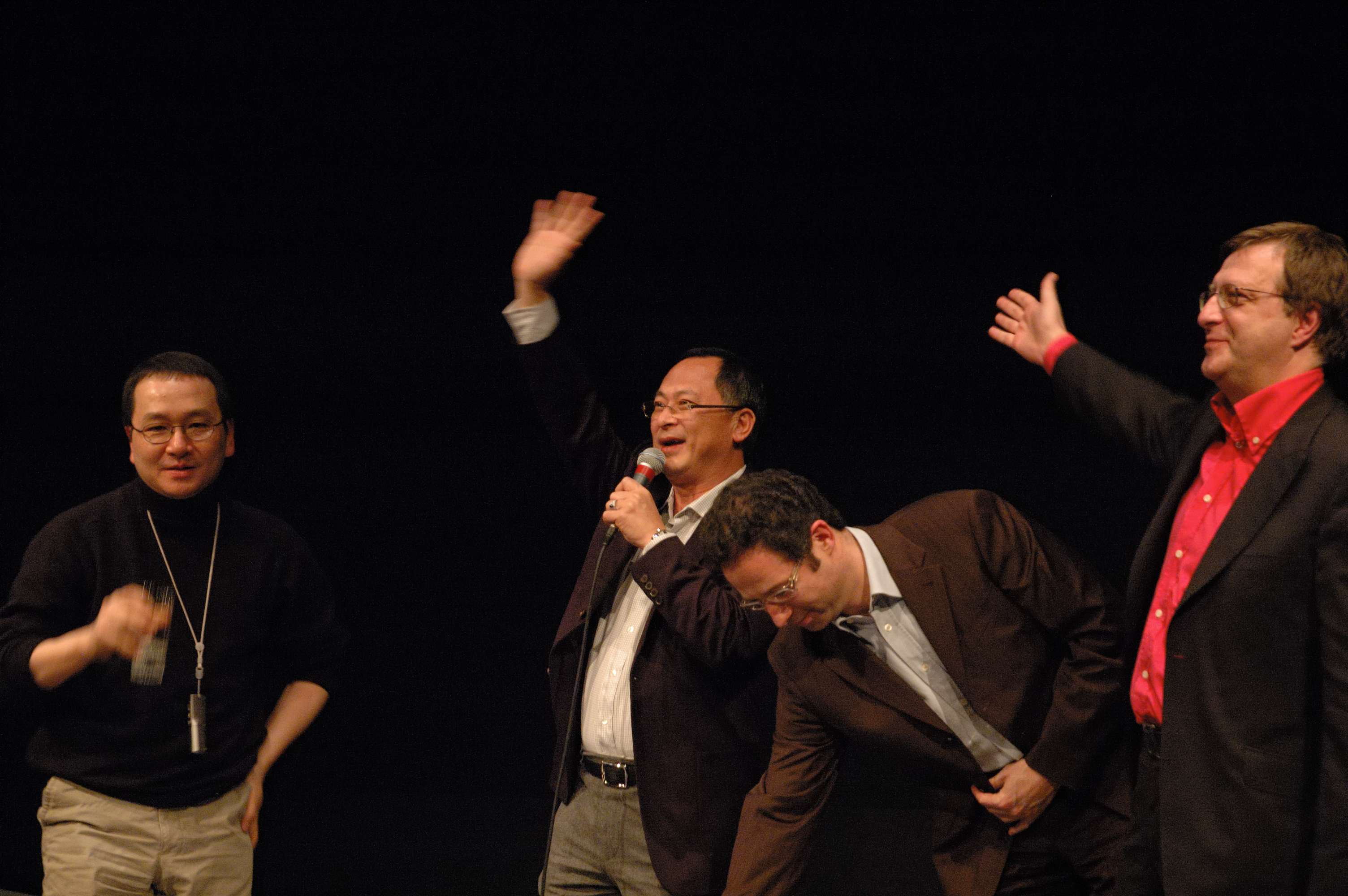
Johnnie To à la Cinémathèque française pour l'ouverture de la rétrospective de ses films en mars 2008

Né le 22 avril 1955 à Hong Kong, Johnnie To commence sa carrière à 17 ans au sein de la chaîne de télévision TVB où il produit et réalise de nombreuses émissions. En 1980, il réalise son premier long métrage de cinéma : The Enigmatic Case. C'est en 1989 qu'il remporte son premier succès en tant que réalisateur avec le film All About Ah-Long, pour lequel il sera nommé au titre de meilleur réalisateur, tandis que Chow Yun-fat remportera le prix du meilleur acteur, lors des Hong Kong Film Awards de 1990. Le film sera un gros succès au box-office.
En 1993, il se fait internationalement connaître avec The Heroic Trio. Une suite sera coréalisée la même année avec Ching Siu-tung, Executioners. Par la même occasion, les occidentaux découvriront le trio d'actrices Anita Mui, Michelle Yeoh et Maggie Cheung.
Johnnie To souhaite réaliser des films plus personnels, par conséquent moins rentables. La solution vient en 1996, et avec son compère Wai Ka-fai, auteur de nombreux scénarios et coréalisateur sur de nombreux films de Johnnie To, ils fondent la société de production Milkyway Image. C'est ainsi que pour pouvoir produire des films originaux comme Election ou Sparrow, il réalise des films à succès comme Needing You... ou Turn Left, Turn Right.
Au sein de la Milkyway Image, Johnnie To produit de nombreux polars qui ne sont pas signés de son nom mais portent sa marque : Beyond Hypothermia de Patrick Leung, The Odd One Dies, Expect the Unexpected et The Longest Nite de Patrick Yau.
The Mission, sorti en 1999, est le film avec lequel Johnnie To s'impose comme le nouveau maître du polar. Ce film, qui est le premier film du cinéaste distribué en France (en 2001), est considéré comme son meilleur film avec PTU et le diptyque Election. Dès lors, il est invité dans les grands festivals : en 2004, Breaking News fait partie de la Sélection officielle, hors-compétition, au Festival de Cannes, puis en 2005 Election participe à la compétition officielle.
Breaking News est remarqué pour le long plan séquence qui ouvre le film. Judo est un hommage au premier film d'Akira Kurosawa : La Légende du grand judo. Il décrit l'univers des triades dans Election et Election 2. Sorti en 2006, Exilé est un polar très stylisé qui est une variation autour de The Mission.
En 2011, il est membre du jury des longs métrages présidé par Robert De Niro lors du Festival de Cannes.
En 2024 il est membre du jury du Festival international du film de Tokyo, sous la présidence de Tony Leung.